# Caito Maia
Antonio Caito Maia Gomes Pereira, mais conhecido como Caito Maia (Cotia, 25 de março de 1969), é um empresário brasileiro.
É o fundador da Chilli Beans, maior marca de óculos e acessórios da América Latina.
Atualmente, é um dos jurados do programa Shark Tank Brasil, no Sony Channel.

## Carreira
É filho de músico, o que o influenciou na adolescência, quando sonhou e tentou viver da arte. Aos 18 anos mudou-se para os Estados Unidos para estudar na Faculdade de Música Berkeley em Boston, onde fez um curso de verão. Nesse período, voltou algumas vezes para o Brasil, e trazia na bagagem alguns óculos para revender. Para completar o orçamento, vendia os óculos que comprava na Califórnia para os amigos. Ao voltar para o Brasil, passou a comercializá-los no atacado para distribuição em estabelecimentos multimarcas. Em 1998, decidido a investir e alavancar sua própria marca que exibia no Mercado Mundo Mix desde 1997, lançou a primeira loja Chilli Beans, na Galeria Ouro Fino. Um sucesso contabilizado hoje em mais de 900 pontos de venda no Brasil e no exterior, em lugares como Brasil, Portugal, Estados Unidos, Colômbia, Kuwait, Peru, México, Tailândia e Caribe.
Além das lojas e quiosques tradicionais, a marca já conta com várias flagships. Em São Paulo, a loja conceito fica na luxuosa Oscar Freire e nos EUA, uma delas fica em Santa Mônica, na Promenade, o calçadão que concentra as marcas mais descoladas. Já em Portugal, a capital Lisboa é a sede da loja conceito.
Caito chegou a ser vocalista e guitarrista da banda de rock Las Ticas Tienen Fuego, que, em 1996, chegou a ser indicada para uma das categorias do prêmio Vídeo Music Brasil, da MTV Brasil, inclusive realizou turnês pelo Brasil.
Em junho de 2021, passou a apresentar o programa “Se Parar o Sangue Esfria”, sobre empreendedorismo, na Rádio 89FM.

### Filmografia
- 2017—presente: Shark Tank Brasil

## Vida pessoal
É casado com a jornalista Denize Savi.